# NGC 4091
NGC 4091 is een spiraalvormig sterrenstelsel in het sterrenbeeld Hoofdhaar. Het hemelobject werd op 4 mei 1864 ontdekt door de Duits-Deense astronoom Heinrich Louis d'Arrest.

## Synoniemen
- UGC 7083
- MCG 4-29-19
- ZWG 128.22
- PGC 38308